# سامرست گوگ-کلتورپ
سامرست گوگ-کلتورپ (انگلیسی: Somerset Gough-Calthorpe; ۲۳ december ۱۸۶۵ – ۲۷ ژوئیه ۱۹۳۷ (۷۱ ساله)) افسر نیروی دریایی پادشاهی بریتانیا و عضوی از خانواده گاف-کالتورپ بود. پس از خدمت به عنوان افسر جزء در طول جنگ چهارم آنگلو-آشانتی، او به عنوان وابسته دریایی منصوب شد و اقدامات نیروی دریایی امپراتوری روسیه را در طول جنگ روسیه و ژاپن مشاهده کرد و سپس در سال‌های اولیه قرن بیستم فرماندهی یک رزم‌ناو زرهی و سپس یک ناو جنگی را بر عهده گرفت.
در طول جنگ جهانی اول، گوگ-کالتورپ ابتدا به عنوان فرمانده اسکادران دوم رزم‌ناو ناوگان بزرگ خدمت کرد، سپس به عنوان فرمانده دوم دریا و پس از آن به عنوان دریاسالار، فرماندهی گارد ساحلی و نیروهای ذخیره را بر عهده گرفت. در سال‌های پایانی جنگ، او به عنوان فرمانده کل ناوگان مدیترانه خدمت کرد و در این سمت، آتش‌بس مودروس را به نمایندگی از همه متفقین امضا کرد که به موجب آن امپراتوری عثمانی شکست را پذیرفت و به خصومت‌ها پایان داد. اشغال قسطنطنیه با ورود ناوگان متفقین به قسطنطنیه در نوامبر ۱۹۱۸ آغاز شد و ناو پرچمدار گاف-کالتورپ، اچ‌ام‌اس سوپرب، پیشگام این مسیر بود.
پس از جنگ، گاف-کالتورپ به عنوان کمیسر بریتانیا در امپراتوری عثمانی در دوران بی‌ثباتی سیاسی قابل توجه مرتبط با تجزیه امپراتوری عثمانی و مداخله متفقین در جنگ داخلی روسیه خدمت کرد.